# إريك بيترمان
اريك بيترمان (بالإنجليزية: Eric Peterman)‏ هو لاعب كرة قدم أمريكية أمريكي، ولد في 18 نوفمبر 1986.